# Tortura musical en la guerra contra el terrorismo
La tortura musical en la guerra contra el terrorismo se refiere a cómo la música se utilizó para torturar a los detenidos retenidos por los Estados Unidos durante la guerra contra el terrorismo. Por lo general, los interrogadores optaron por utilizar música heavy metal, country y rap, aunque también se utilizó música de programas infantiles. La práctica estaba muy extendida y oficialmente aprobada, y se utilizó en el centro de detención de Guantánamo y en varios otros campos de detenidos estadounidenses.
La música como instrumento de tortura se originó en la investigación psicológica de la década de 1950, y la táctica fue aprobada oficialmente por varios oficiales destacados del Ejército de los Estados Unidos. Se utilizaba música para hacer que los detenidos se sintieran desesperados y cooperaran con los interrogadores, y a veces se combinaba con otras prácticas abusivas como la posición de tensión y manipulación de la temperatura. Se ha utilizado música contra varios detenidos notables, como Mohammed al-Qahtani, Mohamedou Ould Slahi, Shaker Aamer, Ruhal Ahmed, Shafiq Rasul, Binyam Mohamed y Donald Vance, entre otros.
La ACLU, junto con varios periodistas y organizaciones musicológicas, denunció la práctica. Sin embargo, la reacción del público estadounidense a la idea del uso de la música para torturar fue a menudo de diversión. Varios artistas, como Tom Morello y Skinny Puppy, también denunciaron la tortura musical, y algunos se unieron al Archivo de Seguridad Nacional para presentar una solicitud de conformidad con la Ley de Libertad de Información con respecto a la música utilizada en Guantánamo. La industria discográfica se ha mantenido relativamente en silencio sobre el tema, y varios artistas, como Steve Asheim y James Hetfield, han salido a apoyar la práctica.

## Antecedentes
Basándose en investigaciones psicológicas de la década de 1950, la Agencia Central de Inteligencia (CIA) desarrolló un manual de interrogatorio, KUBARK, que incluía el uso del silencio y el ruido continuo. Las técnicas del manual fueron prohibidas después de la guerra de Vietnam, pero continuaron enseñándose al personal estadounidense.: 3 : 5  Los participantes del programa de preparación para interrogatorios, Supervivencia, Evasión, Resistencia y Escape (SERE), fueron sometidos a sonidos cacofónicos repetitivos, como el llanto de un bebé y un álbum de Yoko Ono. El personal de la prisión de la Bahía de Guantánamo diseñó el procedimiento operativo estándar para interrogatorios siguiendo las técnicas SERE y los interrogadores fueron capacitados por instructores de SERE.: xx  El secretario de Defensa Donald Rumsfeld y el teniente general Ricardo S.  Sánchez aprobaron oficialmente el uso de estímulos auditivos o música durante los interrogatorios en abril y septiembre de 2003, respectivamente.
La tortura musical ya era objeto de impugnaciones jurídicas antes de la guerra contra el terrorismo. En 1978, el Tribunal Europeo de Derechos Humanos determinó que el uso de las «cinco técnicas», que incluían la exposición al ruido, contra prisioneros del IRA constituía un trato inhumano y degradante, pero no llegó a calificarlo de tortura. En 1997, el Comité de las Naciones Unidas contra la Tortura concluyó que el uso, entre otras técnicas, de la exposición a música alta durante períodos prolongados y la privación prolongada del sueño por parte de interrogadores israelíes constituían tortura.

## Uso
La mayoría de los interrogadores optaron por utilizar música heavy metal, country y rap, ya que las letras a menudo eran culturalmente ofensivas para los detenidos. Estas canciones también eran utilizadas a menudo por los soldados estadounidenses para prepararse para misiones peligrosas. Otras canciones utilizadas incluyeron canciones de AC/DC, Marilyn Manson, Rage Against the Machine, Britney Spears, Bee Gees, Barney y sus amigos y Sesame Street. La música se utilizaba para hacer creer a los detenidos que la resistencia era inútil y para fomentar la cooperación con los interrogadores.: 17  El portavoz de la CIA, George Little, dijo que la música se tocaba a un nivel muy por debajo del de un concierto en vivo y que nunca se utilizó como castigo, sino sólo por motivos de seguridad. El portavoz de El Pentágono, John Kirby, dijo que la música se utilizaba «tanto de forma positiva como disuasoria», pero negó que se hubiera utilizado para torturar.
En Camp Nama, en Bagdad, los interrogadores utilizaban una «sala negra» equipada con cuatro altavoces y obligaban a los detenidos a adoptar posiciones de tensión mientras los altavoces hacían ruido. Cuando varios interrogadores manifestaron su preocupación por los abusos que sufrían los detenidos, representantes del Cuerpo de Abogados Generales les aseguraron que sus técnicas de interrogatorio eran totalmente legales. En la base de operaciones avanzada Tigre, cerca de al-Qaim, los nuevos detenidos, después de un período de intensa privación del sueño, fueron interrogados y cuando los interrogadores recibieron una respuesta no deseada, las luces de la habitación fueron reemplazadas por una luz estroboscópica y se tocó heavy metal (y en un caso, música de Barney & Friends ) durante dos horas mientras los interrogadores gritaban preguntas a los detenidos. La música era tan fuerte que los soldados que estaban a treinta pies de distancia tuvieron que gritarse unos a otros. Tony Lagouranis escribió en sus memorias Fear Up Harsh sobre «la discoteca», una sala de interrogatorios en Mosul donde frecuentemente se tocaba heavy metal.: 8–11 

### Detenidos notables
La tortura musical fue utilizada contra varios detenidos en la Bahía de Guantánamo. Mohammed al-Qahtani, quien presuntamente intentó participar en los atentados del 11 de septiembre de 2001, fue sometido a música, incluidas canciones en árabe, durante interrogatorios nocturnos y tratamiento médico como forma de privación del sueño. Al-Qahtani afirmó que escuchar música árabe estaba prohibido por el Islam, lo que luego fue aprovechado por los interrogadores para humillarlo.: 11–14  Mohamedou Ould Slahi, detenido en la bahía de Guantánamo por sus presuntos vínculos con la conspiración del milenio y los atentados del 11 de septiembre, fue encadenado en una habitación iluminada enteramente por luces estroboscópicas con la canción «Bodies» de Drowning Pool sonando a todo volumen durante horas durante un interrogatorio. También estuvo expuesto a los fuertes sonidos de maullidos de gatos y llanto de bebés. En una entrevista con ITV News, el detenido Shaker Aamer dijo que en las celdas durante el tiempo de oración se escuchaba música rock, incluyendo «Born in the U.S.A.» de Bruce Springsteen. Ruhal Ahmed fue obligado a permanecer en cuclillas en una celda oscura y fría mientras se reproducía música heavy metal y de Eminem a un volumen extremadamente alto durante horas y, a veces, días seguidos. De vez en cuando los interrogadores entraban en la celda para gritarle preguntas al oído, pero a menudo estaba solo en la habitación. Ahmed le dijo a Reprieve, una organización de derechos humanos, en una entrevista de 2008: «Pierdes el hilo, y es muy aterrador pensar que te puedes volver loco por toda la música, por el ruido fuerte y porque después de un tiempo no escuchas la letra en absoluto, todo lo que escuchas son golpes fuertes». Shafiq Rasul se quedó solo en una pequeña cabina con «Kim» de Eminem sonando en repetición desde un estéreo cercano durante varias horas, aunque relativamente no se vio afectado, ya que previamente había escuchado la música de Eminem. Los interrogadores luego lo colocaron dentro de una pequeña habitación iluminada únicamente por una luz estroboscópica, lo ataron en una posición de tensión y tocaron heavy metal durante varias horas al día durante tres semanas seguidas. Posteriormente, Rasul confesó falsamente haberse reunido con Osama bin Laden. La mayor Diana Haynie, portavoz de la Fuerza de Tarea Conjunta de Guantánamo, dijo que el uso de música alta contra los detenidos cesó después del otoño de 2003. Un informe del Ejército de 2005 encontró casos de uso de música alta en interrogatorios entre julio de 2002 y octubre de 2004.
El detenido Binyam Mohamed, mientras estaba recluido en Marruecos, fue obligado a escuchar canciones de Meat Loaf, Aerosmith y Tupac Shakur continuamente, incluso mientras dormía y rezaba. También escuchó a otros gritar y golpearse la cabeza contra las paredes y las puertas. En Camp Cropper, el denunciante y detenido Donald Vance dijo que la mayor parte del tiempo se escuchaba heavy metal y música country en los pasillos. Vance fue encerrado en una celda pequeña y fría con un altavoz que reproducía hard rock, Nine Inch Nails o «We Will Rock You» de Queen casi constantemente. Dijo sobre la experiencia: «Ya no puedes formular tus propios pensamientos cuando estás en un ambiente como ese». Abu Zubaydah fue bombardeado con música extremadamente fuerte en una pequeña caja de madera para inducir la indefensión aprendida en un sitio negro de la CIA en Tailandia por dos psicólogos asociados con el entrenamiento SERE.: 230–231  Agentes estadounidenses no identificados capturaron al trabajador humanitario argelino Laid Saidi y lo llevaron a una prisión oscura donde él, junto con varios otros detenidos, fueron mantenidos en total oscuridad mientras se escuchaba música rap o heavy metal a todo volumen durante semanas.: 1–2  Moazzam Begg, mientras estaba detenido en la Base Aérea de Bagram, recordó que otros detenidos estaban recluidos en pequeñas celdas de aislamiento mientras se escuchaba música lo suficientemente fuerte como para oírse en todo el edificio.: 5–7 

## Reacciones
Mother Jones denominó la colección de música utilizada como «lista de reproducción de tortura», aunque no se sabe que exista ninguna lista de reproducción oficial. La colección de música utilizada en la Bahía de Guantánamo se denominó «lista de reproducción de Guantánamo», y «lista de reproducción de GTMO». Varios blogueros y el Chicago Tribune pidieron a sus lectores que crearan sus propias listas de reproducción para los interrogatorios.
La ACLU, junto con los periodistas Andy Worthington y Kelsey McKinney, caracterizaron el uso de música alta como tortura. Suzanne Cusick argumentó que, si bien el uso de música alta en sí no entraba dentro de la definición de tortura de la Convención de las Naciones Unidas contra la Tortura, el intenso dolor psicológico causado por su uso justifica su clasificación como tortura.: 19  Varios comentaristas señalaron que la música como tortura era una refutación a la idealización romántica de la música.: 3 : 12 
En 2007, la Sociedad de Etnomusicología emitió una declaración de posición condenando el uso de la música para la tortura, y la Sociedad de Música Estadounidense, la rama estadounidense de la Asociación Internacional para el Estudio de la Música, y la Sociedad Estadounidense de Musicología (AMS) emitieron declaraciones similares en 2008. Sin embargo, la Royal Music Association y el British Forum for Ethnomusicology, ambos con sede en el Reino Unido, otro país vinculado a la guerra contra el terrorismo, se negaron a emitir declaraciones similares.: 2  La respuesta a la declaración de la AMS fue mixta, y Richard Taruskin criticó la declaración por «fomentar la complacencia». Philip V. Bohlman, el entonces presidente de la Sociedad de Etnomusicología, recibió hate mail culpándolo por las muertes en la guerra de Irak.
En la blogosfera, las conversaciones sobre la tortura musical a veces aceptan inmediatamente que la música se utiliza para torturar y dejan de lado el tema de la música. Las comunidades que sólo aceptaban que podía utilizarse como tortura a menudo hacían referencia a sus propias experiencias de haber sido obligados a escuchar música que consideraban desagradable (Cusick señaló que la música citada a menudo se asociaba con la homosexualidad y el afeminamiento). El historiador de arte Branden W. Joseph sostuvo que el ridículo por el uso de la música de la cantante Christina Aguilera y del programa Barney y sus amigos permitió al público estadounidense aceptar implícitamente una forma de tortura, y sostuvo además que la familiaridad e incluso el enojo con la música utilizada podría llevar a algunos a creer que podrían soportar la tortura musical.: 17–18  Melissa Kagen, escribiendo en The Appendix, argumentó que las reacciones relativamente desenfadadas de aquellos que aprendieron sobre música ante la tortura en la Bahía de Guantánamo se originaron en el excepcionalismo estadounidense.

### Artistas
Varios artistas se mostraron indignados por el uso de su música. Tom Morello, miembro de Rage Against the Machine, dijo en respuesta: «El hecho de que la música que ayudé a crear se haya utilizado en crímenes contra la humanidad me enferma» y pidió el cierre de la prisión de la Bahía de Guantánamo. David Gray, cuya canción «Babylon» fue utilizada durante los interrogatorios, se sorprendió por la falta de protesta pública y dijo: «Estamos pensando por debajo del nivel de la gente a la que se supone que debemos oponernos, y va en contra de toda nuestra historia y de todo lo que decimos representar. Es repugnante, de verdad». Skinny Puppy, después de que el guardia de la prisión de Guantánamo Terry Holdbrooks le dijera que su música se escuchaba a todo volumen durante los interrogatorios, envió una factura al gobierno estadounidense por 666 000 dólares, lo que inspiró el álbum Weapon. Trent Reznor, miembro de Nine Inch Nails, calificó el uso de su música para torturar de «insultante, degradante y enfurecedor» y amenazó con emprender acciones legales, aunque nunca cumplió con su amenaza. El Archivo de Seguridad Nacional, respaldado por artistas como Morello, Reznor, R.E.M., Pearl Jam y Jackson Browne, presentó una solicitud de la Ley de Libertad de Información, buscando la desclasificación de información relacionada con el uso de música en interrogatorios.
La industria discográfica se mostró reticente a afrontar el tema, y cuando The Guardian contactó a varios artistas cuya música habría sido utilizada en campos de detención estadounidenses, la mayoría de los que respondieron respondieron «sin comentarios». Steve Asheim, baterista de la banda de death metal Deicide, argumentó que el uso de música alta no constituía tortura. Bob Singleton, el director musical de Barney y sus amigos, se rió al enterarse de que los interrogadores usaban la canción principal «I Love You» y argumentó que era ridículo creer que pudiera alterar psicológicamente a los detenidos. Stevie Benton, bajista de Drowning Pool, dijo sobre el uso de su canción «Bodies»: «Tomo como un honor pensar que tal vez nuestra canción podría usarse para sofocar otro ataque del 11 de septiembre o algo así». Benton luego se disculpó por el comentario, diciendo que lo habían sacado de contexto. El 4 de julio de 2017, Drowning Pool tocó «Bodies» durante un concierto en la Bahía de Guantánamo, lo que Slahi calificó de «toda una coincidencia».
En una entrevista de 2008 en 3sat, James Hetfield, cofundador de Metallica, dijo que se sentía honrado de que la música de Metallica se usara en la Bahía de Guantánamo, pero le preocupaba que la banda se asociara con un mensaje político. En una entrevista de 2009 con Rachel Maddow, el baterista Lars Ulrich dijo que tal uso de su música «ciertamente no es algo que nosotros, de ninguna manera, defendamos o aprobemos». Metallica aclaró en 2013 que no habían hablado con los militares sobre el uso de su música.